# Alex Rafael
Alex Rafael (1 de enero de 1988) es un futbolista brasileño que se desempeña como centrocampista.
Jugó para clubes como el Red Bull Brasil, Red Bull Salzburgo, Thespa Kusatsu, Sukhothai, Al-Shamal y Nam Định FC.

## Trayectoria

### Clubes
| Club                        | País                   | Año         |
| --------------------------- | ---------------------- | ----------- |
| Red Bull Brasil             | Brasil                 | 2008 - 2010 |
| Red Bull Salzburgo          | Austria                | 2011 - 2012 |
| Comercial                   | Brasil                 | 2012        |
| Thespa Kusatsu              | Japón                  | 2012        |
| Ferroviária                 | Brasil                 | 2013        |
| Ulsan Hyundai Mipo Dockyard | Corea del Sur          | 2014        |
| AOT Alimos FC               | Grecia                 | 2014 - 2015 |
| Ubon United FC              | Tailandia              | 2015 - 2016 |
| Sukhothai                   | Tailandia              | 2016        |
| Al-Shamal                   | Catar                  | 2017        |
| Ras Al Khaima               | Emiratos Árabes Unidos | 2017 - 2018 |
| Nam Định FC                 | Vietnam                | 2018        |
| Sheikh Russel KC            | Bangladés              | 2018 -      |